# Yume narishi kūchū teien
Yume narishi kūchū teien (夢なりし空中庭園?) è il secondo singolo della band visual kei giapponese D. È stato pubblicato il 12 maggio 2004 dall'etichetta discografica indie GOD CHILD RECORDS.
Il singolo è stato ripubblicato come EP il 3 maggio 2006, risuonato dal nuovo bassista Tsunehito, con una nuova copertina e l'aggiunta di due nuove canzoni.

## Tracce
Tutti i brani sono testo di ASAGI e musica di Ruiza.
Dopo il titolo è indicata fra parentesi "()" la grafia originale del titolo.

### Singolo del 2004
1. Kūchū teien (空中庭園?) - 5:32
2. Danpen asymmetry (断片アシンメトリー?) - 4:45
3. Bara no kioku (薔薇の記憶?) - 4:15

### EP del 2006
1. Yume narishi kūchū teien (夢なりし空中庭園?) - 2:17
2. Love means sacrifice (Love means sacrifice?) - 4:07
3. Kūchū teien (空中庭園?) - 5:32
4. Danpen asymmetry (断片アシンメトリー?) - 4:45
5. Bara no kioku (薔薇の記憶?) - 4:15

## Formazione
- ASAGI - voce
- Ruiza - chitarra
- HIDE-ZOU - chitarra
- Lena - basso nel singolo del 2004
- Tsunehito - basso nell'EP del 2006
- HIROKI - batteria